# Уштобе
Уштобе́ (каз. үш төбе [ʏʃ.tøˈbʲe] — три горы) — город в Казахстане, центр Каратальского района Жетысуской области.
Железнодорожная станция на линии Семей—Алма-Ата, в 49 км к северо-западу от города Талдыкорган. Кадастровый код — 270.

## История
История города Уштобе неразрывно связана с историей Каратальского района:
- 29 декабря 1937 года населённый пункт станции Уш-Тобе стал рабочим посёлком.
- 23.05.1944 — постановлением СовНарКома КазССР № 3235, на базе МТС, открыт завод, впоследствии — УОЭРМЗ — Уштобинский опытно-экспериментальный ремонтно-механический завод (сельхозмашиностроение и ремонт сельхозтехники);
- середина 1960-х гг. — создана Уштобинская юртовая (юртостроительная) фабрика, единственная на постсоветском пространстве: изделия использовались в животноводстве, в стройотрядах, зонах отдыха, а также — при трагическом землетрясении в Армении. На ВДНХ СССР фабрика удостоена золотой медали за свою продукцию. В настоящее время, ведётся проект восстановления уникального механизированного производства юртостроения, пострадавшего в 1990-е годы[2].
- 20 июня 1961 года Указом Президиума Верховного Совета Казахской ССР рабочий посёлок Уш-Тобе был преобразован в город районного подчинения и стал центром Уш-Тобинского городского совета.
- Указом Президиума Верховного Совета Казахской ССР от 10 января 1963 г. и решением облисполкома от 17 января 1963 года город Уштобе отнесён к категории городов областного подчинения (отменено 31 декабря 1964 года).

## Население
| 1939    | 1959    | 1970    | 1979    | 1989    | 1999    | 2009    |
| ------- | ------- | ------- | ------- | ------- | ------- | ------- |
| 14 303  | ↗21 029 | ↗24 484 | ↗24 546 | ↗26 028 | ↘22 472 | ↗24 895 |
| 2021    |         |         |         |         |         |         |
| ↘19 744 |         |         |         |         |         |         |

## Образование
- Средняя школа имени Кемеля Токаева;
- Школа-гимназия имени Бикен Римовой;
- Средняя школа № 13;
- Средняя школа имени Ильяса Есенберлина;
- Средняя школа имени Максима Горького;
- Средняя школа имени А. С. Пушкина;
- Детско-юношеская спортивная школа (ДЮСШ);
- Бастобенский сервисно-технический колледж (БСТК)[10];

## Достопримечательности, памятные места
- мемориал 1930 г., на месте захоронения местных коммунаров Пронина Н. и Морозова А., в городском парке;
- мемориал жертвам политических репрессий, в городском парке;
- обелиск, павшим в годы Великой Отечественной войны и воинам-афганцам, в городском парке;
- стела с именами учеников школы ( №15, 261,51, школы гимназии им. Морозова),  учившихся в школе и погибших в Великую Отечественную войну 1941-45 годов. Сооружена на средства выпускников и учащихся школы.
- памятник комсомольцам Семиречья;
- бюсты Ескельды би и Балпык би.
- сквер имени Кемеля Токаева[11]

## Известные земляки
- Боровков Василий Николаевич (1934—2007) — заслуженный работник сельского хозяйства Каз. ССР, Генеральный директор Семипалатинского управления лесного хозяйства в 1976—1997 гг.
- Арслан Сатубалдин (род. 1984) — казахстанский футболист, вратарь «Актобе».
- Сергей Филимонов (род. 1975) — казахстанский тяжелоатлет, серебряный призёр XXVIII летних Олимпийских игр (Афины 2004).
- Владимир Седов (род. 1988) — казахстанский тяжелоатлет, чемпион мира 2009 года в весовой категории до 94 кг.
- Болат Газизович Искаков— советский и казахский государственный деятель.
- Косенков Иван Васильевич (1923—2015) — последний, живший в Казахстане, Герой Советского Союза
- Касымбаев Олжаш (1938—2023) — акын, автор книг Бой-Тумар 1 и Бой-Тумар 2
- Уалиев, Мирас Салауатулы(род. 7 июля 1996, Уштобе) — казахский самбист, Мастер спорта международного класса. Чемпион Азии по боевому самбо, 3-кратный чемпион Казахстана по боевому самбо (2022, 2023,2024), бронзовый призёр чемпионата мира по боевому самбо (2022), призёр кубка чемпионат мира по боевой самбо (2023)

## Производство
- Kazsilicon — Металлургический комбинат
- ТОО «Тамас» — строительная компания
- Уштобе-Айдын[12] — Производство молочной продукции